# Skupina SG-1 (Zvezdna vrata SG-1)
Skupina SG-1 je ena izmed skupin v ZF-nanizanki Zvezdna vrata SG-1.

## Člani skupine SG-1
Člani skupine SG-1 se menjujejo ali pa so povišani.

### 1. in 2. sezona
- Polkovnik Jack O'Neill
- Stotnica Samantha Carter
- Daniel Jackson
- Teal'c

### 3., 4. in 5. sezona
- Polkovnik Jack O'Neill
- Majorka Samantha Carter
- Daniel Jackson
- Teal'c

### 6. sezona
- Polkovnik Jack O'Neill
- Majorka Samantha Carter
- Teal'c
- Jonas Quinn

### 7. sezona
- Polkovnik Jack O'Neill
- Majorka Samantha Carter
- Daniel Jackson
- Teal'c

### 8. sezona
- Brigadni general Jack O'Neill
- Podpolkovnica Samantha Carter
- Daniel Jackson
- Teal'c

### 9. sezona
- Podpolkovnik Cameron Mitchell
- Podpolkovnica Samantha Carter
- Daniel Jackson
- Teal'c

### 10. sezona
- Podpolkovnik Cameron Mitchell
- Podpolkovnica Samantha Carter
- Daniel Jackson
- Teal'c
- Vala Mal Doran